# Raigs còsmics d'energia ultra alta
En física d'astropartícules, un raig còsmic d'energia ultra alta (UHECR per les sigles en anglès) és un raig còsmic amb una energia cinètica més gran de 1×1018 eV, molt més gran que la massa en repòs i les energies típiques dels raigs còsmics habituals.
Un raig còsmic d'energia extrema (EECR) és un raig còsmic amb una energia superior a 1×1019 eV (sobre 8 Joules), anomenat el límit Greisen–Zatsepin–Kuzmin (límit GZK). Aquest límit hauria de ser l'energia màxima d'un raig còsmic que ha viatjat llargues distàncies (uns 160 milions d'anys llum), ja que partícules amb més energia haurien perdut energia amb la distància donada la dispersió de fotons en el fons còsmic de microones. Es pot deduir que els EECR no poden ser supervivents de l'univers primigeni, si que son relativament joves (en temps cosmològic) i emesos a algun lloc del Supercluster local per algun fenomen físic encara desconegut.
Totes aquestes partícules son extremadament escasses: entre el 2004 i el 2007, les primeres observacions fetes per l'observatori Pierre Auger (PAO) es van detectar 27 esdeveniment amb energies superiors als 5.7×1019 eV, això és un raig cada 4 setmanes en una àrea de 3000 km² que cobreix l'observatori.
Hi ha evidència que aquests raigs podem ser nuclis de ferro, enlloc de protons com la majoria d'altres raigs.
Les hipotètiques fonts dels EECR es coneixen per Zevatrons, batejats així com analogia del Bevatron i Tevatron, acceleradors de partícules, capaces d'accelerar partícules fins a 1 ZeV (1021 eV, zetta-electronvolt). El 2004 es va considerar la possibilitat que jets relativistes actuessin com Zevatrons, donat l'acceleració de partícules causades per les ones de xoc dins els jets. En particular, alguns models suggereixen que les ones de xoc dels jets relativistes de la galàxia propera M87 poden accelera nuclis de ferro a energies del rang dels ZeV. El 2007, l'observatori Pierre Auger va associar EECRs amb forats negres supermassius del centre d'algunes galàxies properes anomenat nucli de galàxia actiu (AGN en anglès). Les energies extremadament altes es poden explicar pel mecanisme d'acceleració centrifuga a les magnetosferes dels AGN. Nous resultats indiquen que menys del 40% d'aquests raigs còsmics semblen provenir d'un AGN, baixant la correlació anterior. Una altra especulació feta per Grib i Pavlo (2007, 2008) postula es pot deure a la desintegració de matèria fosca seguint el procés de Penrose.

## Història de les observacions
La primera observació d'un raig còsmic excedint els  1.0×1020 eV (16 J) va ser feta per Dr John D Linsley i Livio Scarsi a l'experiment Volcano Ranch a Nou Mèxic el 1962.
S'han observat partícules encara més energètiques, un d'elles la coneguda com "Oh-My-God" observada per l'experiment " Fly's Eye" de la Universitat de Utah el 15 d'octubre del 1991. Aquesta observació va causar commoció entre els astrofísics, ja que es va estimar una energia de 3×1020 eV (50 J).
L'energia d'aquesta partícula és uns 40 milions de cops més energètica que l'energia més alta que mai s'ha pogut produir en els acceleradors de partícules a la Terra. Tot i això, només una petita part d'aquesta energia podria interaccionar amb protons o neutrons a la Terra, quedant la majoria d'energia quedant en forma d'energia cinètica dels productes de la interacció. L'energia efectiva per la col·lisió és l'arrel quadrada del doble del producte de l'energia de la partícula i la massa del protó, que dona aproximadament 7.5×10¹⁴ eV, que són uns 50 cops l'energia de col·lisió en el LHC.
Després d'aquesta primera observació per la universitat de Utah, s'han registrat almenys 15 esdeveniments similars, confirmant el fenomen. Aquests raigs de molta alta energia són molt poc freqüents. L'energia de la majoria de raigs còsmics està entre 10 MeV i 10 GeV.

## Observatoris de raigs d'ultra alta energia
- AGASA – Akeno Giant Air Shower Array al Japó
- Antarctic Impulse Transient Antenna (ANITA) detecta neutrins d'ultra alta energia, suposadament causats per raigs de partícules d'ultra alta energia
- Extreme Universe Space Observatory
- GRAPES-3 (Gamma Ray Astronomy PeV EnergieS 3rd establishment) és un projecte per estudiar els raigs còsmics amb detectors d'aire i detectors de muons a Ooty, a l'India.
- High Resolution Fly's Eye Cosmic Ray Detector (HiRes)
- LOPES (telescopi) – LOFAR PrototypE Station a Karlsruhe, Germany és part del projecte LOFAR
- MARIACHI – Mixed Apparatus for Radar Investigation of Cosmic-rays of High Ionization a Long Island, USA.
- Pierre Auger Observatory
- Telescope Array Project
- Yakutsk Extensive Air Shower Array
- Tunka experiment
- El projectes COSMICi de FAMU està desenvolupant tecnologia per una xarxa distribuïda de detectors de baix preu en col·laboració amb MARIACHi

## Explicacions

### Estrelles de neutrons
Una hipòtesi per les fonts de raigs ultra energètics és que s'originin a les estrelles de neutrons. En les estrelles de neutrons amb una velocitat de gir de <10ms, les forces magnetohidrodinàmiques del fluid quasi-neutral de protons superconductors i electrons que existeix en el superfluid de neutrons accelera nuclis de ferro fins a velocitats ultra energètiques. El camp magnètic produït pel superfluid de neutrons en estrelles que giren molt ràpid crea un camp magnetic de 108–1011 tesla, quan es classifica l'estrela com un magnetar. Aquests camps magnètics són els més forts observats a l'univers i creen el vent relativista que es creu que accelera els romanents de nuclis de ferro provinents de l'explosió de la supernova.
Una altra hipòtesi per les fonts d'UHECRs en una estrella de neutrons és durant la transició cap a estrella de matèria estranya. Aquesta hipòtesi es basa en l'assumpció que matèria estranya existeix, cosa que no s'ha pogut provar experimentalment o mitjançant observacions. Donat les grans pressions gravitatòries dins l'estrella de neutrons, es creu que parts de la matèria formada per quarts up, down i estrany in equilibri actuen com un sol hadrò (en oposició a un nombre de barions Σ0). Això transforma tota l'estrella cap a una estrella de matèria estranya i el seu camp magnètic es trenca, ja que els protons i neutrons en el fluid quasi-neutral es converteixen en strangelets. Aquesta ruptura del camp magnètic expulsa ones electromagnètiques de llarga amplitud (LAEMWs). Aquests LAEMWs acceleren els ions lleugers romanents de la supernova fins a energies ultra altes.
Els raigs còsmics d'ultra alta energia es poden explicar també pel mecanisme d'acceleració centrífuga a la magnetosfera de púlsars com el del Cranc.

### Nuclis galàctics actius
Interaccions amb la radiació còsmica de fons limiten la distància que poden recorre aquests partícules abans de perdre energia, i es coneix com a límit Greisen–Zatsepin–Kuzmin.
Resultats recents de l'observatori Pierre Auger suggereixen que les direccions dels raigs d'energia ultra alta poden provenir dels forats negres supermassius al centre de galàxies properes, coneguts com a nuclis de galàxia actiu (AGN). Tot i això, atès que la correlació angular és força gran (3.1 graus), els resultats no poden identificar l'origen de les partícules.